# Chantal Ughi
Chantal Ursula Maddalena Ughi, meglio nota come Chantal Ughi (Milano, 17 dicembre 1981), è un'attrice e modella italiana naturalizzata statunitense, pluricampionessa di Muay Thai.

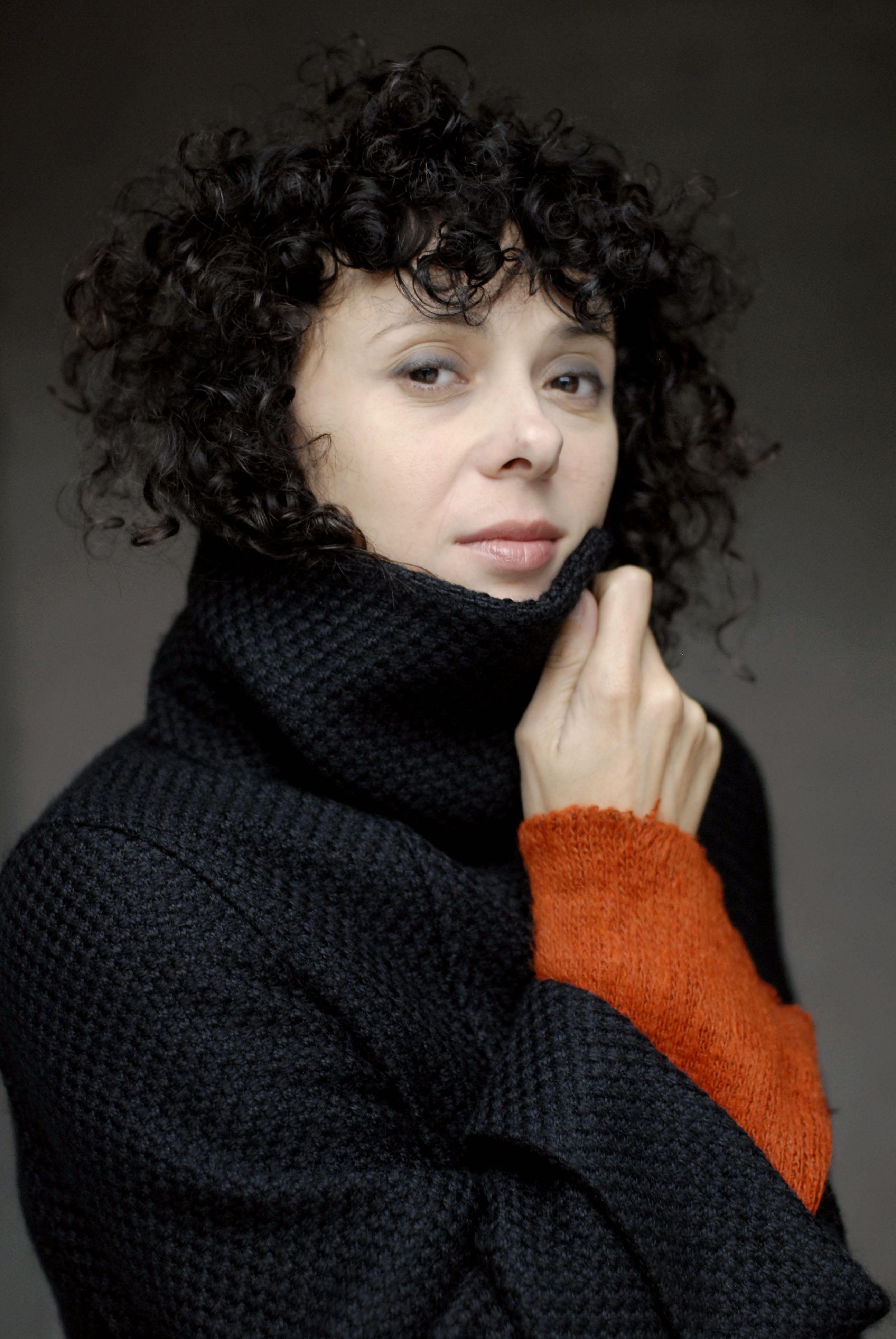
Chantal Ughi

È nota soprattutto per i film Compagna di viaggio di Peter Del Monte, Abbiamo solo fatto l'amore di Fulvio Ottaviano, e il docu-drama sulla sua vita Ciao amore vado a combattere (Goodbye Darling I'm Off to Fight), di Simone Manetti, dove interpreta se stessa.

## Biografia
Chantal è nata da madre francese e padre italiano e cresciuta a Milano. Ha studiato musica da bambina prima di diventare un'attrice e girare film per i registi Peter Del Monte, Citto Maselli, Giuseppe Piccioni e Fulvio Ottaviano. Dopo aver studiato alla RADA (Royal Academy of Dramatic Arts) di Londra, si è trasferita a New York, dove ha recitato nel film "The Big Apple", che ha vinto il premio del pubblico al festival indipendente di film e video di Las Vegas. Una volta a New York è diventata una fotografa e una cineasta, il suo film d'esordio La mia mano destra (My Right Hand) ha vinto il premio di Miglior Cortometraggio al Brooklyn International Film Festival e ha anche realizzato numerosi videoclip musicali tra cui Jique per la band Brazilian Girls, che ha ricevuto una nomination ai Grammy Awards, Swing Swing, Beauty, Hoppala, Keyif-The relaxed Minute, per la Band Wax Poetic Istanbul e Copenaghen (Norah Jones) prodotti da Nublu Records e dal musicista e produttore musicale Ilhan Ersahin.
Come vocalist si esibisce con la band Nublu Orchestra di Lawrence D. "Butch" Morris e con la band In Flagranti Live nel locale newyorchese CBGB. 
Nel gennaio 2008 decide di trasferirsi in Thailandia per realizzare un documentario sulle donne che praticano la boxe thailandese in una prigione di Chiang Mai. In Thailandia si appassiona alla Muay Thai e nel dicembre 2008 diventa campione del mondo WPMF (World Professional Muay Thai Federation) nella categoria dei 63,5 kg.
Ha perso questi titoli ma li ha riguadagnati il mese scorso ed è ora campionessa mondiale WMF (World Muay Thai Federation), WMA (World Muay thai Association) e WPMF (World Muay Thai Professional Federation). Ha un record di 67 combattimenti con 47 vittorie e 20 sconfitte.
Chantal continua anche la sua carriera di attrice e ha avuto un ruolo nel film "The Impossible" con Ewan McGregor e Naomi Watts e Tutti i soldi del mondo di Ridley Scott. Nel 2016 il regista Simone Manetti ha realizzato Goodbye Darling I'm Off to Fight!,, un film sulla storia della sua vita in cui Chantal recita la parte di se stessa. Il film è un docu-drama, girato principalmente in Thailandia. Chantal ha dovuto concentrarsi sull'allenamento e sulla lotta per riguadagnare un titolo mondiale lasciando che una troupe cinematografica la seguisse 24 ore al giorno. Il film ha vinto numerosi festival cinematografici in tutto il mondo, tra cui il festival Biografilm  di Bologna e il festival del cinema di Città del Messico, è stato nominato per i Nastri D'argento ed è stato distribuito al cinema da I Wonder Pictures. 
Chantal è anche l'attrice protagonista del video musicale Nessuna conseguenza
 di Fiorella Mannoia. 
Il suo ultimo lavoro è "El Plebeyo", un film musicale ambientato a Lima in Perù negli anni '20 sul compositore peruviano Felipe Pinglo Alva, della regista peruviana-americana Catherine C. Pirotta.

## MuayThai Palmarès
- World Professional Muaythai Federation
  - WPMF World Welterweight Championship (147 lbs)
    - One title defense against Julie Kitchen

- World Muaythai Association
  - WMA World Super Lightweight Championship (140 lbs)

- World Muaythai Federation
  - WMF World Super Lightweight Championship (140 lbs)
  - WMF World Welterweight Championship (147 lbs)
  - WMF World Welterweight Amateur Championship (147 lbs)
- World Taekwondo Kickboxing Association
  - WTKA World Welterweight Amateur Championship (147 lbs)

- World Muaythai Organization
  - WMO World Super Lightweight Championship (140 lbs)
  - WMO Welterweight Championship (147 pounds

- Muaythai Premiere League
  - Runner up 63.5 kg. (140 lbs.) SuperLightweight division

## Filmografia
- Compagna di viaggio, regia di Peter Del Monte (1996)
- Cresceranno i carciofi a Mimongo, regia di Fulvio Ottaviano (1996)
- Abbiamo solo fatto l'amore, regia di Fulvio Ottaviano (1998)
- Fuori dal mondo, regia di Giuseppe Piccioni (1999)
- Albania blues, regia di Nico Cirasola (2000)
- Bell'epoker, regia di Nico Cirasola (2003)
- Amor nello specchio, regia di Salvatore Maira (1999)
- The Big Apple, regia di Danny Lerner (2002)
- La Mia Mano Destra, regia di Chantal Ughi (2000)
- Dante's project, regia di Diana Dell'Erba (2015)
- Goodbye Darling I'm Off To Fight! |[9]
- Ciao amore vado a combattere!, regia di Simone Manetti (2017)[1].
- All The Money In the World, regia di Ridley Scott (2017)
- The Seance, regia di Michael Nero Nava (2018)
- I Wanted Our Summer, regia di Jordan Walker (2019)
- Alchemy, regia di Jen Fernandez Perelman (2019)
- El Plebeyo, regia di Catherine C. Pirotta (2020)